# Souleymane Diamoutene
Souleymane Diamoutene (Sikasso, 30 gennaio 1983) è un ex calciatore maliano con cittadinanza italiana, di ruolo difensore.

## Biografia
Dal dicembre 2014 possiede la cittadinanza italiana.

## Caratteristiche tecniche
Difensore centrale di grande contenimento e molto abile nei corner, all'occorrenza poteva essere impiegato anche come terzino destro.

## Carriera

### Club

#### Gli inizi
Scoperto in Mali da osservatori dell'Udinese, tra il 1999 e il 2000 si allena per alcuni mesi con la formazione primavera dei friulani. Nel 2001 firma per la Lucchese, nel campionato di Serie C1, sua prima esperienza da professionista.
Nell'estate 2003 è acquistato dal Perugia, con cui esordisce in Serie A nella stagione 2003-2004. Con la squadra del Grifo, trova anche il primo gol da professionista in Italia, precisamente in un Perugia-Chievo di Coppa Italia.
Nell'estate 2004 passa al Lecce e nel 2004-2005 è un titolare fisso della squadra allenata da Zdeněk Zeman, che gli dà fiducia fin dalle prime partite di campionato. Alla fine della stagione Diamoutene totalizza 33 presenze e 1 gol (contro la Lazio).
Nella stagione 2005-2006 è ancora titolare nella difesa del Lecce, che alla fine della stagione retrocede in Serie B.
Rimane a Lecce, in Serie B, anche per la stagione 2006-2007. A fine campionato avrà segnato 3 gol: uno contro il Genoa, uno su calcio di rigore nel derby casalingo contro il Bari e uno contro il Vicenza.
Nella stagione 2007-2008 contribuisce fortemente alla promozione della squadra in Serie A, con 33 presenze e 2 gol e soprattutto come titolare della miglior difesa del campionato.
Viene eletto nella Top 11 di Serie B, votato come uno dei migliori difensori della categoria, unico giocatore ad essere eletto all'unanimità dagli allenatori di B.
In tutto con la maglia del Lecce disputa 144 partite di Campionato (74 in Serie A e 70 in Serie B)

#### Roma e Bari
Il 31 gennaio 2009 passa in prestito alla Roma, dove indossa la maglia numero 21. Viene convocato il giorno stesso per la partita del giorno successivo, dove siederà in panchina. Debutta il 22 febbraio in Roma-Siena 1-0 subentrando a Juan. Fa anche il suo debutto in Champions League 3 giorni dopo in Arsenal-Roma 1-0, rilevando Loria al 70º minuto. Verrà impiegato come titolare nel match di ritorno, disputando fra l'altro un'ottima partita.
Il 29 agosto passa in prestito al Bari, squadra con la quale disputa solo 3 gare di campionato.

#### Il ritorno al Lecce
Rientra al Lecce per la stagione 2010-2011. Il ritorno in maglia giallo-rossa però non è fortunato. Viene osteggiato dai tifosi che gli contestano, più che i suoi trascorsi al Bari, qualche dichiarazione passata, fino a subire un'aggressione durante una seduta di allenamento.. Termina la nuova avventura in terra salentina con all'attivo soltanto 2 presenze ed una marcatura, realizzata il 21 novembre contro la Sampdoria (sconfitta per 2-3).

#### Pescara e Levski Sofia
Il 20 gennaio 2011 passa in prestito al Pescara. Il suo primo gol in maglia biancazzurra arriva il 19 febbraio contro il Torino. A fine stagione scaduto il prestito ritorna al Lecce.
Il 10 febbraio 2012 il Lecce cede a titolo definitivo il difensore maliano al Levski Sofia. A dicembre dello stesso anno rescinde il contratto con la società bulgara.

#### In Serie D: Lupa Roma, Fidelis Andria
Il 17 settembre 2013 viene ufficialmente ingaggiato dalla Lupa Roma, società che milita nel campionato di serie D. Con la squadra capitolina gioca un'ottima annata e contribuisce alla vittoria della sua squadra nel torneo, primo campionato nella storia della società,con 1 gol in 13 presenze
al termine della stagione dopo alcune incomprensioni con lo staff ed alcuni mesi passati ai margini della rosa, il giocatore non rinnova il contratto rimanendo così svincolato.
Il 9 marzo 2015 firma con la Fidelis Andria ed ottiene la promozione in Lega Pro.

#### Ritorno a Pescara e l’esperienza maltese
Domicilato a Castro, nel 2015-2016 si allena con il Poggiardo, formazione di seconda categoria. Il 16 marzo 2016, dopo un periodo di prova, viene ufficialmente ingaggiato dal Pescara in Serie B, tornando a vestire la maglia che aveva indossato per sei mesi nella stagione 2010-2011. La sua unica apparizione è alla quarantesima giornata di campionato entrando all'87' al posto di Michele Fornasier nella vittoria per 4-0 nel derby abruzzese contro la Virtus Lanciano.
In estate firma per il Gżira United di Malta dove in due anni gioca 36 partite segnando un gol.

#### Ritorno in Italia
Nel dicembre 2018 viene ingaggiato dall’Igea Virtus in Serie D.
Il 6 settembre 2019 si trasferisce al Giulianova, sempre in Serie D.

### Nazionale
Conta 49 presenze e 1 rete con la Nazionale maliana con cui ha disputato tre edizioni della Coppa delle Nazioni Africane: nel 2004, nel 2008 e nel 2010.

## Statistiche

### Presenze e reti nei club
Statistiche aggiornate all’11 aprile 2018.
| Stagione            | Squadra             | Campionato          | Campionato | Campionato | Coppe nazionali | Coppe nazionali | Coppe nazionali | Coppe continentali | Coppe continentali | Coppe continentali | Altre coppe | Altre coppe | Altre coppe | Totale | Totale |
| Stagione            | Squadra             | Comp                | Pres       | Reti       | Comp            | Pres            | Reti            | Comp               | Pres               | Reti               | Comp        | Pres        | Reti        | Pres   | Reti   |
| ------------------- | ------------------- | ------------------- | ---------- | ---------- | --------------- | --------------- | --------------- | ------------------ | ------------------ | ------------------ | ----------- | ----------- | ----------- | ------ | ------ |
| 2001-2002           | Lucchese            | C1                  | 2          | 0          | CI-C            | 4               | 2               | -                  | -                  | -                  | -           | -           | -           | 6      | 2      |
| 2002-2003           | Lucchese            | C1                  | 25         | 0          | CI+CI-C         | 3+4             | 1+2             | -                  | -                  | -                  | -           | -           | -           | 32     | 3      |
| Totale Lucchese     | Totale Lucchese     | Totale Lucchese     | 27         | 0          |                 | 11              | 5               |                    | -                  | -                  |             | -           | -           | 38     | 5      |
| 2003-2004           | Perugia             | A                   | 24         | 0          | CI              | 1               | 1               | I+CU               | 6+6                | 0                  | -           | -           | -           | 37     | 1      |
| 2004-2005           | Lecce               | A                   | 33         | 1          | CI              | 4               | 0               | -                  | -                  | -                  | -           | -           | -           | 37     | 1      |
| 2005-2006           | Lecce               | A                   | 33         | 0          | CI              | 1               | 0               | -                  | -                  | -                  | -           | -           | -           | 34     | 0      |
| 2006-2007           | Lecce               | B                   | 37         | 3          | CI              | 1               | 0               | -                  | -                  | -                  | -           | -           | -           | 38     | 3      |
| 2007-2008           | Lecce               | B                   | 31+2       | 2          | CI              | 1               | 0               | -                  | -                  | -                  | -           | -           | -           | 34     | 2      |
| 2008-gen. 2009      | Lecce               | A                   | 8          | 0          | CI              | 1               | 0               | -                  | -                  | -                  | -           | -           | -           | 9      | 0      |
| gen.-giu. 2009      | Roma                | A                   | 4          | 0          | CI              | 0               | 0               | UCL                | 2                  | 0                  | SI          | -           | -           | 6      | 0      |
| ago. 2009           | Lecce               | B                   | 0          | 0          | CI              | 1               | 0               | -                  | -                  | -                  | -           | -           | -           | 1      | 0      |
| ago. 2009-2010      | Bari                | A                   | 3          | 0          | CI              | -               | -               | -                  | -                  | -                  | -           | -           | -           | 3      | 0      |
| 2010-gen. 2011      | Lecce               | A                   | 2          | 1          | CI              | 1               | 0               | -                  | -                  | -                  | -           | -           | -           | 3      | 1      |
| gen.-giu. 2011      | Pescara             | B                   | 13         | 1          | CI              | -               | -               | -                  | -                  | -                  | -           | -           | -           | 13     | 1      |
| 2011-feb. 2012      | Lecce               | A                   | 0          | 0          | CI              | 0               | 0               | -                  | -                  | -                  | -           | -           | -           | 0      | 0      |
| Totale Lecce        | Totale Lecce        | Totale Lecce        | 144+2      | 7          |                 | 10              | 0               |                    | -                  | -                  |             | -           | -           | 156    | 7      |
| feb.-giu. 2012      | Levski Sofia        | A-PFG               | 15         | 1          | KB              | 1               | 0               | UEL                | -                  | -                  | -           | -           | -           | 16     | 1      |
| lug.-dic. 2012      | Levski Sofia        | A-PFG               | 0          | 0          | KB              | 0               | 0               | UEL                | 0                  | 0                  | -           | -           | -           | 0      | 0      |
| Totale Levski Sofia | Totale Levski Sofia | Totale Levski Sofia | 15         | 1          |                 | 1               | 0               |                    | 0                  | 0                  |             | -           | -           | 16     | 1      |
| 2013-2014           | Lupa Roma           | D                   | 13         | 1          | CI-D            | 0               | 0               | -                  | -                  | -                  | -           | -           | -           | 13     | 1      |
| mar.-giu. 2015      | Fidelis Andria      | D                   | 6          | 0          | -               | -               | -               | -                  | -                  | -                  | -           | -           | -           | 3      | 0      |
| mar.-giu. 2016      | Pescara             | B                   | 1          | 0          | CI              | -               | -               | -                  | -                  | -                  | -           | -           | -           | 1      | 0      |
| Totale Pescara      | Totale Pescara      | Totale Pescara      | 14         | 1          |                 | -               | -               |                    | -                  | -                  |             | -           | -           | 14     | 1      |
| 2016-2017           | Gżira United        | PL                  | 27         | 1          | CM              | 1               | 0               | -                  | -                  | -                  | -           | -           | -           | 28     | 0      |
| 2017-2018           | Gżira United        | PL                  | 9          | 0          | CM              | 1               | 0               | -                  | -                  | -                  | -           | -           | -           | 10     | 0      |
| Totale Gzira        | Totale Gzira        | Totale Gzira        | 36         | 1          |                 | 2               | 0               |                    | -                  | -                  |             | -           | -           | 38     | 1      |
| dic. 2018-2019      | Igea Virtus         | D                   | 15         | 0          | CI-D            | -               | -               | -                  | -                  | -                  | -           | -           | -           | 15     | 0      |
| 2019-2020           | Giulianova          | D                   | 20         | 2          | CI-D            | -               | -               | -                  | -                  | -                  | -           | -           | -           | 20     | 2      |
| Totale carriera     | Totale carriera     | Totale carriera     | 257+2      | 11         |                 | 23              | 6               |                    | 14                 | 0                  |             | -           | -           | 297    | 16     |

### Cronologia presenze e reti in nazionale
| Cronologia completa delle presenze e delle reti in nazionale ― Mali | Cronologia completa delle presenze e delle reti in nazionale ― Mali | Cronologia completa delle presenze e delle reti in nazionale ― Mali | Cronologia completa delle presenze e delle reti in nazionale ― Mali | Cronologia completa delle presenze e delle reti in nazionale ― Mali | Cronologia completa delle presenze e delle reti in nazionale ― Mali | Cronologia completa delle presenze e delle reti in nazionale ― Mali | Cronologia completa delle presenze e delle reti in nazionale ― Mali |
| Data                                                                | Città                                                               | In casa                                                             | Risultato                                                           | Ospiti                                                              | Competizione                                                        | Reti                                                                | Note                                                                |
| ------------------------------------------------------------------- | ------------------------------------------------------------------- | ------------------------------------------------------------------- | ------------------------------------------------------------------- | ------------------------------------------------------------------- | ------------------------------------------------------------------- | ------------------------------------------------------------------- | ------------------------------------------------------------------- |
| 14-11-2003                                                          | Bamako                                                              | Mali                                                                | 2 – 0                                                               | Guinea-Bissau                                                       | Qual. Coppa d'Africa 2004                                           | -                                                                   | 71’                                                                 |
| 19-11-2003                                                          | Casablanca                                                          | Marocco                                                             | 0 – 1                                                               | Mali                                                                | Amichevole                                                          | -                                                                   |                                                                     |
| 15-1-2004                                                           | Algeri                                                              | Algeria                                                             | 0 – 2                                                               | Mali                                                                | Amichevole                                                          | -                                                                   | Uscita                                                              |
| 26-1-2004                                                           | Biserta                                                             | Kenya                                                               | 1 – 3                                                               | Mali                                                                | Coppa d'Africa 2004 - 1º turno                                      | -                                                                   | 67’                                                                 |
| 30-1-2004                                                           | Tunisi                                                              | Burkina Faso                                                        | 1 – 3                                                               | Mali                                                                | Coppa d'Africa 2004 - 1º turno                                      | -                                                                   | 82’                                                                 |
| 2-2-2004                                                            | Tunisi                                                              | Senegal                                                             | 1 – 1                                                               | Mali                                                                | Coppa d'Africa 2004 - 1º turno                                      | -                                                                   |                                                                     |
| 7-2-2004                                                            | Tunisi                                                              | Mali                                                                | 2 – 1                                                               | Guinea                                                              | Coppa d'Africa 2004 - Quarti di finale                              | -                                                                   | 90+4’                                                               |
| 13-2-2004                                                           | Monastir                                                            | Nigeria                                                             | 2 – 1                                                               | Mali                                                                | Coppa d'Africa 2004 - Finale 3º posto                               | -                                                                   | 90’                                                                 |
| 28-4-2004                                                           | Sfax                                                                | Tunisia                                                             | 1 – 0                                                               | Mali                                                                | Amichevole                                                          | -                                                                   |                                                                     |
| 28-5-2004                                                           | Bamako                                                              | Mali                                                                | 0 – 0                                                               | Marocco                                                             | Amichevole                                                          | -                                                                   |                                                                     |
| 6-6-2004                                                            | Monrovia                                                            | Liberia                                                             | 1 – 0                                                               | Mali                                                                | Qual. Mondiali 2006                                                 | -                                                                   |                                                                     |
| 4-7-2004                                                            | Brazzaville                                                         | Rep. del Congo                                                      | 1 – 0                                                               | Mali                                                                | Qual. Mondiali 2006                                                 | -                                                                   | 82’                                                                 |
| 18-8-2004                                                           | Colombes                                                            | RD del Congo                                                        | 0 – 3                                                               | Mali                                                                | Amichevole                                                          | -                                                                   |                                                                     |
| 5-6-2005                                                            | Ségou                                                               | Mali                                                                | 4 – 1                                                               | Liberia                                                             | Qual. Mondiali 2006                                                 | 1                                                                   |                                                                     |
| 12-6-2005                                                           | Arles                                                               | Algeria                                                             | 0 – 3                                                               | Mali                                                                | Amichevole                                                          | -                                                                   |                                                                     |
| 18-6-2005                                                           | Chililabombwe                                                       | Zambia                                                              | 2 – 1                                                               | Mali                                                                | Qual. Mondiali 2006                                                 | -                                                                   |                                                                     |
| 3-9-2005                                                            | Bamako                                                              | Mali                                                                | 2 – 0                                                               | Rep. del Congo                                                      | Qual. Mondiali 2006                                                 | -                                                                   | 77’                                                                 |
| 8-10-2005                                                           | Dakar                                                               | Senegal                                                             | 3 – 0                                                               | Mali                                                                | Qual. Mondiali 2006                                                 | -                                                                   |                                                                     |
| 28-5-2006                                                           | Casablanca                                                          | Marocco                                                             | 0 – 1                                                               | Mali                                                                | Amichevole                                                          | -                                                                   |                                                                     |
| 3-9-2006                                                            | Freetown                                                            | Sierra Leone                                                        | 0 – 0                                                               | Mali                                                                | Qual. Coppa d'Africa 2008                                           | -                                                                   |                                                                     |
| 7-10-2006                                                           | Bamako                                                              | Mali                                                                | 1 – 0                                                               | Togo                                                                | Qual. Coppa d'Africa 2008                                           | -                                                                   |                                                                     |
| 14-11-2006                                                          | La Courneuve                                                        | Mali                                                                | 1 – 0                                                               | Rep. del Congo                                                      | Amichevole                                                          | -                                                                   |                                                                     |
| 6-2-2007                                                            | La Courneuve                                                        | Lituania                                                            | 1 – 3                                                               | Mali                                                                | Amichevole                                                          | -                                                                   |                                                                     |
| 25-3-2007                                                           | Bamako                                                              | Mali                                                                | 1 – 1                                                               | Benin                                                               | Qual. Coppa d'Africa 2008                                           | -                                                                   |                                                                     |
| 3-6-2007                                                            | Cotonou                                                             | Benin                                                               | 0 – 0                                                               | Mali                                                                | Qual. Coppa d'Africa 2008                                           | -                                                                   |                                                                     |
| 17-6-2007                                                           | Bamako                                                              | Mali                                                                | 6 – 0                                                               | Sierra Leone                                                        | Qual. Coppa d'Africa 2008                                           | -                                                                   |                                                                     |
| 12-10-2007                                                          | Lomé                                                                | Togo                                                                | 0 – 2                                                               | Mali                                                                | Qual. Coppa d'Africa 2008                                           | -                                                                   |                                                                     |
| 17-11-2007                                                          | Évry                                                                | Senegal                                                             | 3 – 2                                                               | Mali                                                                | Amichevole                                                          | -                                                                   |                                                                     |
| 20-11-2007                                                          | Orano                                                               | Algeria                                                             | 3 – 2                                                               | Mali                                                                | Amichevole                                                          | -                                                                   | 82’                                                                 |
| 10-1-2008                                                           | Abu Dhabi                                                           | Egitto                                                              | 1 – 0                                                               | Mali                                                                | Amichevole                                                          | -                                                                   |                                                                     |
| 21-1-2008                                                           | Sekondi-Takoradi                                                    | Mali                                                                | 1 – 0                                                               | Benin                                                               | Coppa d'Africa 2008 - 1º turno                                      | -                                                                   |                                                                     |
| 25-1-2008                                                           | Sekondi-Takoradi                                                    | Nigeria                                                             | 0 – 0                                                               | Mali                                                                | Coppa d'Africa 2008 - 1º turno                                      | -                                                                   |                                                                     |
| 22-6-2008                                                           | Bamako                                                              | Mali                                                                | 3 – 0                                                               | Sudan                                                               | Qual. Mondiali 2010                                                 | -                                                                   |                                                                     |
| 19-8-2008                                                           | Mantes-la-Ville                                                     | Gabon                                                               | 1 – 0                                                               | Mali                                                                | Amichevole                                                          | -                                                                   | 70’                                                                 |
| 7-9-2008                                                            | Brazzaville                                                         | Rep. del Congo                                                      | 1 – 0                                                               | Mali                                                                | Qual. Mondiali 2010                                                 | -                                                                   |                                                                     |
| 11-10-2008                                                          | Bamako                                                              | Mali                                                                | 2 – 1                                                               | Ciad                                                                | Qual. Mondiali 2010                                                 | -                                                                   |                                                                     |
| 18-11-2008                                                          | Rouen                                                               | Algeria                                                             | 1 – 1                                                               | Mali                                                                | Amichevole                                                          | -                                                                   |                                                                     |
| 11-2-2009                                                           | Bois-Guillaume                                                      | Angola                                                              | 0 – 4                                                               | Mali                                                                | Amichevole                                                          | -                                                                   | Ingresso                                                            |
| 28-3-2009                                                           | Khartum                                                             | Sudan                                                               | 1 – 1                                                               | Mali                                                                | Qual. Mondiali 2010                                                 | -                                                                   |                                                                     |
| 7-6-2009                                                            | Bamako                                                              | Mali                                                                | 0 – 2                                                               | Ghana                                                               | Qual. Mondiali 2010                                                 | -                                                                   |                                                                     |
| 21-6-2009                                                           | Bamako                                                              | Mali                                                                | 3 – 1                                                               | Benin                                                               | Qual. Mondiali 2010                                                 | -                                                                   |                                                                     |
| 12-8-2009                                                           | Radès                                                               | Mali                                                                | 3 – 0                                                               | Burkina Faso                                                        | Amichevole                                                          | -                                                                   | 46’                                                                 |
| 27-12-2009                                                          | Doha                                                                | Corea del Nord                                                      | 1 – 0                                                               | Mali                                                                | Amichevole                                                          | -                                                                   |                                                                     |
| 30-12-2009                                                          | Doha                                                                | Iran                                                                | 1 – 1                                                               | Mali                                                                | Amichevole                                                          | -                                                                   | 48’                                                                 |
| 4-1-2010                                                            | Dubai                                                               | Egitto                                                              | 1 – 0                                                               | Mali                                                                | Amichevole                                                          | -                                                                   |                                                                     |
| 10-1-2010                                                           | Luanda                                                              | Angola                                                              | 4 – 4                                                               | Mali                                                                | Coppa d'Africa 2010 - 1º turno                                      | -                                                                   |                                                                     |
| 18-1-2010                                                           | Cabinda                                                             | Mali                                                                | 3 – 1                                                               | Malawi                                                              | Coppa d'Africa 2010 - 1º turno                                      | -                                                                   |                                                                     |
| 11-8-2010                                                           | Marignane                                                           | Mali                                                                | 0 – 2                                                               | Guinea                                                              | Amichevole                                                          | -                                                                   | 46’                                                                 |
| Totale                                                              |                                                                     | Presenze                                                            | 48                                                                  |                                                                     | Reti                                                                | 1                                                                   |                                                                     |

## Palmarès

### Club

#### Competizioni nazionali
- Serie D: 2

Lupa Roma: 2013-2014
Fidelis Andria: 2014-2015

#### Competizioni internazionali
- Coppa Intertoto UEFA: 1

Perugia: 2003

### Individuale
- Inserito nella Top 11 di Serie B 2007-2008.